# 12541 Makarska
12541 Makarska è un asteroide della fascia principale. Scoperto nel 1998, presenta un'orbita caratterizzata da un semiasse maggiore pari a 3,0084824 UA e da un'eccentricità di 0,1212779, inclinata di 11,22980° rispetto all'eclittica.